# Joseph-Alfred Archambeault
Joseph-Alfred Archambeault, né le 23 mai 1859 à L'Assomption et mort le 25 avril 1913 à Saint-Thomas, est un ecclésiastique canadien. Il est le premier évêque de Joliette.

## Biographie

### Jeunesse et études
Son père, le notaire Louis Archambeault, député et ministre à Québec, avait fini sa carrière conseiller législatif. Sa mère, Elisabeth Dugal, qui vécut jusqu'à un âge avancé, eut la joie de le voir évêque. Comme ses frères aînés, Henri et Horace, tous les deux dans la suite avocats au Barreau de Montréal, et qui ont fait honneur à leur profession — Horace a été ministre à Québec et il est mort juge de la cour d'appel. Joseph-Alfred suivit les classes du cours classique au collège-séminaire de son village natal, ce beau collège de l'Assomption à qui l'Église et l'État doivent tant d'hommes de valeur.
Comme ses frères également, Joseph-Alfred se distingua par sa bonne conduite, son application, ses talents supérieurs et ses succès brillants. Il prit la soutane à l'Assomption, y enseigna deux ans et alla terminer sa cléricature au grand séminaire de Montréal. Il fut ordonné prêtre, par Édouard-Charles Fabre, à l'église Saint-Pierre à Montréal, le 29 juin 1882. Entre-temps, il avait pensé à étudier le droit et s'était inscrit aux cours de l'Université Laval. Mais ce n'avait été qu'une épreuve du monde de courte durée.

### Prêtre et professeur
Devenu prêtre à 23 ans, l'abbé Archambeault partit aussitôt pour Rome à l'automne de 1882, et il étudia trois ans, élève du séminaire français de Santa Chiara, aux grandes universités du Collège romain et de l'Apollinaire. Ses heureuses aptitudes et son application au travail lui assurèrent, là encore, d'éclatants succès. Il sortit le premier des concours, remporta les médailles d'or et se vit conférer cum maxima laude les titres de docteur en théologie et en droit canonique. Dix ans plus tard, les prêtres-étudiants du collège canadien (de) entendaient citer son nom, avec celui de Louis-Adolphe Paquet, comme étant ceux des plus méritants et des plus brillants parmi leurs prédécesseurs.
Revenu au  pays, l'abbé Archambeault fut professeur de philosophie au  collège de sa jeunesse, à l'Assomption, pendant trois ans, de 1885 à  1888. Fabre, qui aimait à s'entourer de jeunes prêtres de talents, l'appela en 1888 à l'archevêché, où il devait tenir des postes de   confiance   jusqu'en  1904. Il y devint, tour à tour, ou en même temps, vice-chancelier ou chancelier diocésain,  chanoine titulaire, vice-gérent du diocèse, supérieur des Sœurs de la Providence, professeur et vice-recteur à l'Université Laval, protonotaire apostolique de Rome. Enfin, le 23 juin 1904, il était préconisé premier évêque de Joliette, par le pape Pie X, et, le 24 août suivant, il était sacré, dans sa cathédrale, à Joliette, par son archevêque et ami, Paul Bruchési avec comme co-consécrateurs Paul LaRocque et Joseph-Médard Emard.

### Évêque de Joliette
Joseph-Alfred Archambeault organise et administre le diocèse de Joliette d'août 1904 à avril 1913.  Il est l'auteur de trois gros volumes de lettres et mandements. Ses "pastorales" sur la communion fréquente (1906), sur les Quarante-Heures (1907,) sur la ligue sacerdotale (1909), sur l'Eucharistie (1910), sur le centenaire de François de Montmorency-Laval (1908), sur le premier concile plénier du Canada (1909), sur les Écoles normales (1912) et sur les retraites fermées (1912), pour n'en citer que quelques-unes, sont d'un penseur, d'un théologien, d'un docteur et, pour tout dire, d'un grand évêque.
Dans la ville épiscopale, il parachève  la cathédrale et  l'évêché, agrandit le collège devenu séminaire diocésain.Il fonde un orphelinat pour les garçons, un jardin de l'enfance et une école normale. Dans le diocèse, il crée la fondation de l'hospice des vieillards de Saint-Lin. Il agrandi le collège de Berthier; le couvent de l'Epiphanie et l'académie anglaise de Rawdon.
Il meurt d'une hémorragie cérébrale, en pleine visite pastorale, le 25 avril 1913, à 53 ans.